# Світле (Старобільська міська громада)
Сві́тле — село в Україні, у Старобільській міській громаді Старобільського району Луганської області. Населення становить 629 осіб. Колишній орган місцевого самоврядування — Світлівська сільська рада.
Неподалік села знаходиться витік річки Баглай.